# Hondol
Hondol est un village situé dans la région du Centre au Cameroun, dans l'arrondissement de Bondjock, au sein du département du Nyong-et-Kéllé, à environ 50 km de Yaoundé. Ce village est placé sous l'autorité de Sa Majesté Charles A. Béa Mbong depuis 2007.

## Histoire
Acquis par achat auprès des Ndôg-Béa de Lôg-Issaga, Hondol tire son nom d'un arbre de traitement que l'acquéreur, Bayem ba Tjômb, avait donné à sa nouvelle possession. L'éclatement des chefferies, décidé par le lieutenant Henri Relly, alors chef de subdivision d’Éséka pendant la Seconde Guerre mondiale, a ensuite confirmé ce nom.
Hondol est l'un des hauts lieux de la lutte nationaliste en Pays Bassa, ayant joué un rôle central dans la résistance menée par Ruben Um Nyobé. De nombreux habitants du village ont apporté une contribution essentielle à la lutte pour l'indépendance, et beaucoup d'entre eux ont donné leur vie pour cette cause,,.

### Étymologie
Le Hondol est un arbre, donc une essence. L'essence (ou l'arbre) est vénéré dans la sagesse du peuple Bassa, une sagesse antique dont l'existence possède une double importance, spirituelle et médicinale. Dans le domaine spirituel, le Hondol purifie les corps et la société qu'il nettoie les mœurs dégradantes. En médecine traditionnelle du peuple Bassa, il est l'un des laxatifs les plus puissants.

## Géographie
D'une superficie de 44 km², le village de Hondol est composé de quatre hameaux : Hondol-Chefferie (Centre), Bagba (Nord), Si Liyegue (Sud) et Mbolo (Est). Six quartiers sont répartis sur ces hameaux : Hondol Centre, Mamélél, Mamb, Song Bayi, Si-Nkock et Ngo Ngos.

### Climat
Hondol bénéficie d'un climat humide de type équatorial, caractérisé par quatre saisons distinctes : deux saisons sèches et deux saisons pluvieuses. La grande saison des pluies s'étend d'août à octobre, tandis que la petite saison des pluies se déroule de mars à mai. La grande saison sèche a lieu de novembre à février, suivie de la petite saison sèche en juin et juillet. La station météorologique la plus proche se trouve à Eséka. La température moyenne annuelle y est de 24,6 °C, et la pluviométrie annuelle varie entre 1 500 et 2 500 mm.

### Hydrographie
Plusieurs cours d'eau arrosent le village de Hondol, dont Liyegue, Lissayag, Léppagi, Lép Mandeng, Lép Kuum et Lép Dikômbat.

## Population
La population de Hondol est principalement composée de Bassa appartenant aux clans des Ndog Send, des Ndog Béa, des Pan et des Ndog Soul. Autrefois, le village comptait plus de 2 000 habitants, mais il a subi un exode rural significatif au fil des années. Plusieurs centaines de résidents ont quitté Hondol pour s'installer dans les grandes villes du Cameroun, notamment à Yaoundé, ainsi que vers l'Europe et l'Amérique du Nord.
Les habitants du village sont appelés les Hondoliens.

## Administration et politique
Hondol est une chefferie transitoire de troisième degré depuis la demande de l'ancien Chef du village, S.M. Silas Mbong Bayem (1981). Les partis politiques présents dans le village de Hondol sont: Rassemblement Démocratique du Peuple Camerounais (RDCP), l'Union des Populations du Cameroun (UPC) et le Parti camerounais pour la réconciliation nationale (PCRN).

## Culture
Hondol compte de nombreux intellectuels, hommes et femmes d'affaires et personnalités de la République du Cameroun (ministre, député, préfet…) dans ses rangs.

## Perspectives
Le chef du village aspire à moderniser Hondol et inverser la tendance à l'exode rural en investissant dans les terres et l'immobilier. Son objectif est de favoriser l'accès à l'emploi et à l'éducation, tout en développant des infrastructures qui garantiront aux habitants une qualité de vie confortable. Il vise à transformer le village en une véritable commune attrayante, dynamique et éco-responsable, tout en veillant au respect des traditions locales.